# Sint-Gillis-Waas
Sint-Gillis-Waas (franska: Saint-Gilles-Waas) är en kommun i Belgien.   Den ligger i provinsen Östflandern och regionen Flandern, i den norra delen av landet, 40 km norr om huvudstaden Bryssel. Antalet invånare är 18 686.
Runt Sint-Gillis-Waas är det i huvudsak tätbebyggt. Runt Sint-Gillis-Waas är det tätbefolkat, med 762 invånare per kvadratkilometer.